# Dimosthenis Tambakos
Dimosthenis Tambakos (griechisch Δημοσθένης Ταμπάκος, * 12. November 1976 in Thessaloniki) war ein griechischer Turner, der an zwei Olympischen Sommerspielen teilnahm.

## Leben
Dimosthenis Tambakos studierte an der Sporthochschule Thessaloniki und hat einen Abschluss in „Gesundheit und menschliche Leistungsfähigkeit“. Darüber hinaus ist er Oberstleutnant der griechischen Luftwaffe und Leiter des Planungs- und Forschungsbüros des Obersten Sportrats der Streitkräfte.
Er arbeitete mit Berufsbildungsinstituten, mit Sportvereinen und Schulen als Sportlehrer und als Leiter des Bereichs Olympische Bildung zusammen. Er ist mit der Gymnastiktrainerin der griechischen Nationalmannschaft Anastasia Donti verheiratet und hat mit ihr zwei Töchter.

## Karriere
Mit sieben Jahren begann Tambakos in Kalamaria bei Thessaloniki in einem Fitnessstudio Sport zu treiben und zwei Jahre später fing er mit Turnen an. 1984 trat er dem Verein Spartakos Thessaloniki bei und nahm erstmals 1985 an einer Turnmeisterschaft, den Nordgriechische Meisterschaft der Junioren, teil. Er gewann dabei im Bodenturnen die Silbermedaille. Im folgenden Jahr erreichte er in Kavala den ersten Platz im Mehrkampf in seiner Alterskategorie. Diesen Platz nahm er auch bei den griechischen Meisterschaften der Jugendlichen 1990 im Mehrkampf ein. Im selben Jahr startete er erstmals bei einem internationalen Wettkampf, dem World Stars in Moskau.
Tambakos gewann bei zahlreichen internationalen Wettbewerben an seinem Gerät, den Ringen. Zu seinen Medaillen zählen bei den Weltmeisterschaften Gold 2003 in Los Angeles und Bronze in Tientsin 1999. Bei den europäischen Turnmeisterschaften gewann er an den Ringen die Goldmedaillen im Jahr 2000 in Bremen und im Jahr 2003 in Ljubljana sowie die Silbermedaille in Patras 2002 und die Bronzemedaille in Sankt Petersburg 1998. Er nahm auch mehrfach an den Mittelmeerspielen teil, wo er 1997 in Bari auf den dritten und 2001 in Tunis auf den ersten Platz kam.
Im Jahr 2000 präsentierte er zwei neue Übungen an den Ringen, die später im Bewertungskodex der FIG (Internationaler Turnverband) als Übungen Tabakos und Tabakos II aufgenommen wurden. Bei den griechischen Meisterschaften konnte er dreimal beim Einzel-Mehrkampf und zwölfmal an den Ringen Gold gewinnen.
Tambakos nahm erstmals an den Olympischen Sommerspielen 2000 in Sydney teil, wo er im Einzel-Mehrkampf und im Barren antrat, aber jeweils schlechte Ergebnisse erzielte. An den Ringen holte er jedoch mit 9,762 Punkten die Silbermedaille, nur noch geschlagen von Szilveszter Csollány aus Ungarn. Bei den Olympischen Spielen 2004 in Athen gelang ihm der Olympiasieg an den Ringen. Er holte sich im Finale olympisches Gold mit 9,862 Punkten. Vorher hatte er schon bei der Qualifikation mit 9,850 Punkten den ersten Platz eingenommen.
2010 beendete er seine Sportkarriere.
Durch seine herausragende Leistungen an den Ringen wurde er zum Vorbild des griechischen Turners Eleftherios Petrounias.

## Weblink
- Dimosthenis Tambakos in der Datenbank von Olympedia.org (englisch)